# Arkadi Schestakow
Arkadi Sergejewitsch Schestakow (russisch Аркадий Сергеевич Шестаков; * 24. März 1995 in Ust-Kamenogorsk) ist ein kasachischer Eishockeyspieler, der seit 2019 bei Barys Astana in der Kontinentalen Hockey-Liga unter Vertrag steht.

## Karriere
Arkadi Schestakow begann seine Karriere als Eishockeyspieler in seiner Heimatstadt in der Nachwuchsabteilung von Torpedo Ust-Kamenogorsk. Nachdem er zunächst in der zweiten Mannschaft des Klubs in der kasachischen Liga gespielt hatte, wurde er seit 2013 überwiegend im ersten Team in der Wysschaja Hockey-Liga eingesetzt. 2019 wechselte er zum kasachischen Spitzenklub Barys Nur-Sultan in die Kontinentale Hockey-Liga.

### International
Schestakow spielte im Juniorenbereich für Kasachstan bei den U18-Weltmeisterschaften der Division I 2012 und 2013, als er mit seiner Mannschaft aus der B- in die A-Gruppe aufstieg, sowie den U20-Weltmeisterschaften der Division I 2013, 2014 und 2015, als er nicht nur die beste Plus/Minus-Bilanz aufwies, sondern auch bester Torschütze war und zum besten Spieler seiner Mannschaft gewählt wurde, womit er maßgeblich zum Aufstieg der Kasachen von der B- in die A-Gruppe beitrug. Zudem vertrat er seine Farben auch bei der Winter-Universiade 2019, als im russischen Krasnojarsk der vierte Platz erreicht wurde.
Für die kasachische Herren-Auswahl spielte er erstmals bei der Weltmeisterschaft 2019 in der Division I. Der dort errungene Aufstieg in die Top-Division konnte wegen der weltweiten COVID-19-Pandemie jedoch erst 2021 wahrgenommen werden. Bei der Weltmeisterschaft 2021 erreichte er mit den Kasachen Platz zehn und damit die beste Platzierung in deren Geschichte. Auch Weltmeisterschaft 2022 spielte er in der Top-Division. Außerdem spielte er für Kasachstan bei der Olympiaqualifikation für die Winterspiele 2022 in Peking.

## Erfolge und Auszeichnungen
- 2013 Aufstieg in die Division I, Gruppe A bei der U18-Weltmeisterschaft der Division I, Gruppe B
- 2015 Aufstieg in die Division I, Gruppe A bei der U20-Weltmeisterschaft der Division I, Gruppa B
- 2015 Torschützenkönig und beste Plus/Minus-Bilanz bei der U20-Weltmeisterschaft der Division I, Gruppa B
- 2019 Aufstieg in die Top-Division bei der Weltmeisterschaft der Division I, Gruppe A (wegen der weltweiten COVID-19-Pandemie erst 2021 wirksam)

## KHL-Statistik
(Stand: Ende der Saison 2021/22)